# Rhectosemia brasiliensis
Rhectosemia brasiliensis là một loài bướm đêm trong họ Crambidae.